# Crocidophora lutusalis
Crocidophora lutusalis là một loài bướm đêm trong họ Crambidae.